# Březina (Nové Sady)
Březina (deutsch Birkicht, auch Brzezina) ist ein Ortsteil der Gemeinde Nové Sady in Tschechien. Er liegt 17 Kilometer nordwestlich von Vyškov und gehört zum Okres Vyškov.

## Geographie
Březina befindet sich auf der Hochfläche des Drahaner Berglandes in der Quellmulde des Baches Pulkava bzw. Hraniční potok. Östlich erhebt sich der Zelený kopec (540 m) und südlich die Brda (567 m). Nördlich liegt die mittelalterliche Wüstung Valdov. Gegen Westen liegt das Tal der Velká Haná. Im Norden, Osten und Süden grenzt Březina an den Truppenübungsplatz Březina, der nach dem Dorf benannt ist.
Nachbarorte sind Drahany im Norden, Hamry, Žárovice und Krumsín im Nordosten, Prostějovičky, Myslejovice und Kobylničky im Osten, Podivice und Ferdinandsko im Südosten, Rychtářov im Süden, Studnice und Odrůvky im Südwesten, Nové Sady im Westen sowie Jandova bouda im Südosten, Kluč und Rozstání im Südwesten, Baldovec im Westen sowie Otinoves im Nordwesten.

## Geschichte
Březina wurde um 1765 als Dominikalsiedlung auf einer Rodungsfläche in den Wäldern der Herrschaft Wischau als Zeilendorf angelegt.
Nach der Aufhebung der Patrimonialherrschaften bildete Březina ab 1850 einen Ortsteil der Gemeinde Nebštych/Nebstich mit dem Ortsteil Březina in der Bezirkshauptmannschaft Wischau. 1873 wurde eine einklassige Dorfschule in Nebštych eingeweiht, zuvor erfolgte der Unterricht in Drahan. Am 7. Juli 1892 brach ein Großfeuer aus, das Nebštych und Březina in Schutt und Asche legte. 1895 wurde in Nebštych der zweiklassige Unterricht aufgenommen. Während der deutschen Besetzung erfolgte 1940 der Beschluss zur Erweiterung des Schießplatzes Wischau zu einem großen Truppenübungsplatz der Wehrmacht. Zu den 33 für die Errichtung des Truppenübungsplatzes Wischau zu räumenden Dörfern gehörte in der dritten, bis 30. Oktober 1943 zu realisierenden Etappe auch Birkicht. In den 38 Häusern von Birkicht lebten zu dieser Zeit 204 Menschen. Nach dem Ende des Zweiten Weltkrieges wurde die Gemeinde wieder besiedelt. Ein Teil der Vertriebenen kehrten nach Kriegsende zurück, die Häuser waren jedoch zu einem großen Teil durch die Übungen beschädigt. Am 1. Mai 1951 erfolgte die Errichtung des Truppenübungsplatzes Březina, dabei wurden die Wälder rund um das Dorf, nach dem der Truppenübungsplatz benannt wurde, dem Militärgebiet zugeordnet. Im Jahre 1991 war Březina von 53 Personen bewohnt. Beim Zensus von 2001 wurden in den 33 Wohngebäuden des Dorfes nur noch 39 Personen gezählt.

## Sehenswürdigkeiten
- Reste der Burg Starý Plumlov, nordöstlich des Dorfes auf dem Truppenübungsplatz
- Naturdenkmal Údolí Velké Hané, westlich des Ortes